# サンデマン主義
サンデマン主義（サンデマン主義、Sandemanianism、Sandemanians、Glasites 、Glassites）とは、1730年にジョン・グラスによって設立された宗教。ロバート・サンデマンによって、第一次大覚醒のころに広められたため、サンデマン主義者と呼ばれた。
イエス・キリストの神性を信じて「イエスは主です」とさえ告白すれば救われると主張した。
キリスト教福音派では異端とされる。